# Cardell-Gletscher
Der Cardell-Gletscher ist ein Gletscher an der Loubet-Küste des antarktischen Grahamlandes. Er fließt zwischen dem Shanty Point und dem Panther-Kliff in die Ensenada Aguayo, eine Nebenbucht der Darbel Bay.
Luftaufnahmen der Hunting Aerosurveys Ltd. aus den Jahren von 1955 bis 1957 dienten dem Falkland Islands Dependencies Survey für eine Kartierung. Das UK Antarctic Place-Names Committee benannte ihn 1959 nach dem britischen Augenchirurgen John Douglas Magor Cardell (1896–1966), der die erste moderne Schneebrille entwickelte.